# Зёйверлон, Джанни
Джанни Мишел Юджин Зёйверлон (нидерл. Gianni Michel Eugene Zuiverloon; родился 30 декабря 1986 года в городе Роттердам, Нидерланды) — нидерландский футболист, игравший на позиции защитника. Участник Олимпийских игр 2008 в Пекине.
В детстве Джанни занимался плаваньем и карате.

## Клубная карьера
Зёйверлон — воспитанник клуба «Фейеноорд». 22 августа 2004 года в матче против «Виллем II» он дебютировал в Эредивизи. Из-за высокой конкуренции в 2005 году Джанни был отдан в аренду в «Валвейк». Летом 2006 года Зёйверлон подписал контракт на три года с «Херенвеном». 26 августа в матче против «Виллем II» он забил свой первый гол за команду.
Летом 2008 года Джанни решил попробовать свои силы за пределами Нидерландов и подписал соглашение с английским «Вест Бромвич Альбион». Контракт был подписан на три года, сумма трансфера составила 3,2 млн. фунтов. 23 августа в матче против «Эвертона» он дебютировал в английской Премьер лиге. 3 февраля 2010 года в поединке Кубка Англии против «Бернли» Зёйверлон забил свой первый гол за клуб. По итогам сезона «Вест Бром» вылетел в Чемпионшип, но Джанни остался в команде и помог ей вернуться в элиту через год. В конце 2010 года он был отдан в краткосрочную аренду в «Ипсвич Таун».
Летом 2011 года Зёйверлон перешёл в испанскую «Мальорку». Контракт был подписан на три года. 28 августа в матче против «Эспаньола» он дебютировал в Ла Лиге. Джанни сыграл в 9 матчах после чего перестал попадать в состав. В 2012 году он на правах аренды перешёл в свой бывший клуб «Херенвен». В 2013 году контракт с «Мальоркой» был разорван и Зёйверлон в качестве свободного агента подписал соглашение с АДО Ден Хааг. 24 августа в поединке против «Роды» он дебютировал за новый клуб. 13 декабря 2014 года в поединке против «Эксельсиора» Джанни забил свой первый гол за «Роду».
Летом 2016 года Зёйверлон перешёл в «Культураль Леонеса». 26 августа в матче против «Понферрадина» он дебютировал за новую команду.

## Международная карьера
В 2007 году Джанни в составе олимпийской национальной команды выиграл домашний молодёжный чемпионат Европы. В 2008 году в составе молодёжной сборной Нидерландов Зёйверлон принял участие в Олимпийских играх в Пекине. На турнире он сыграл в матчах группового этапа против команд Аргентины, США, Японии и Нигерии.

## Достижения
Международная
Нидерланды (до 21)
- Чемпионат Европы по футболу среди молодёжных команд — 2007